# شليبتا
شليبتا هي قرية تقع ضمن التقسيم الإداري لمقاطعة خروبيشوف داخل مقاطعة خروبيشوف في محافظة لوبلين في شرق بولندا بالقرب من الحدود مع أوكرانيا. تقع على بعد حوالي 12 كيلومتر (7 ميل) جنوب شرق هروبيزو و 115 كيلومتر (71 ميل) جنوب شرق العاصمة الإقليمية لوبلان. كما يبلغ عدد سكان القرية 393 نسمة.